# Airco DH.4
Az Airco DH.4 brit gyártmányú, kétüléses, könnyűbombázó repülőgép volt az első világháború idején. A Geoffrey de Havilland (innen jön kódnevébe a DH) által tervezett repülő 1917 márciusában került ki a frontra. Igen nagy számban, több mint hatezer példányban készült, bár ezek többségét licenc alapján az Egyesült Államokban készítették.

## Konstrukció

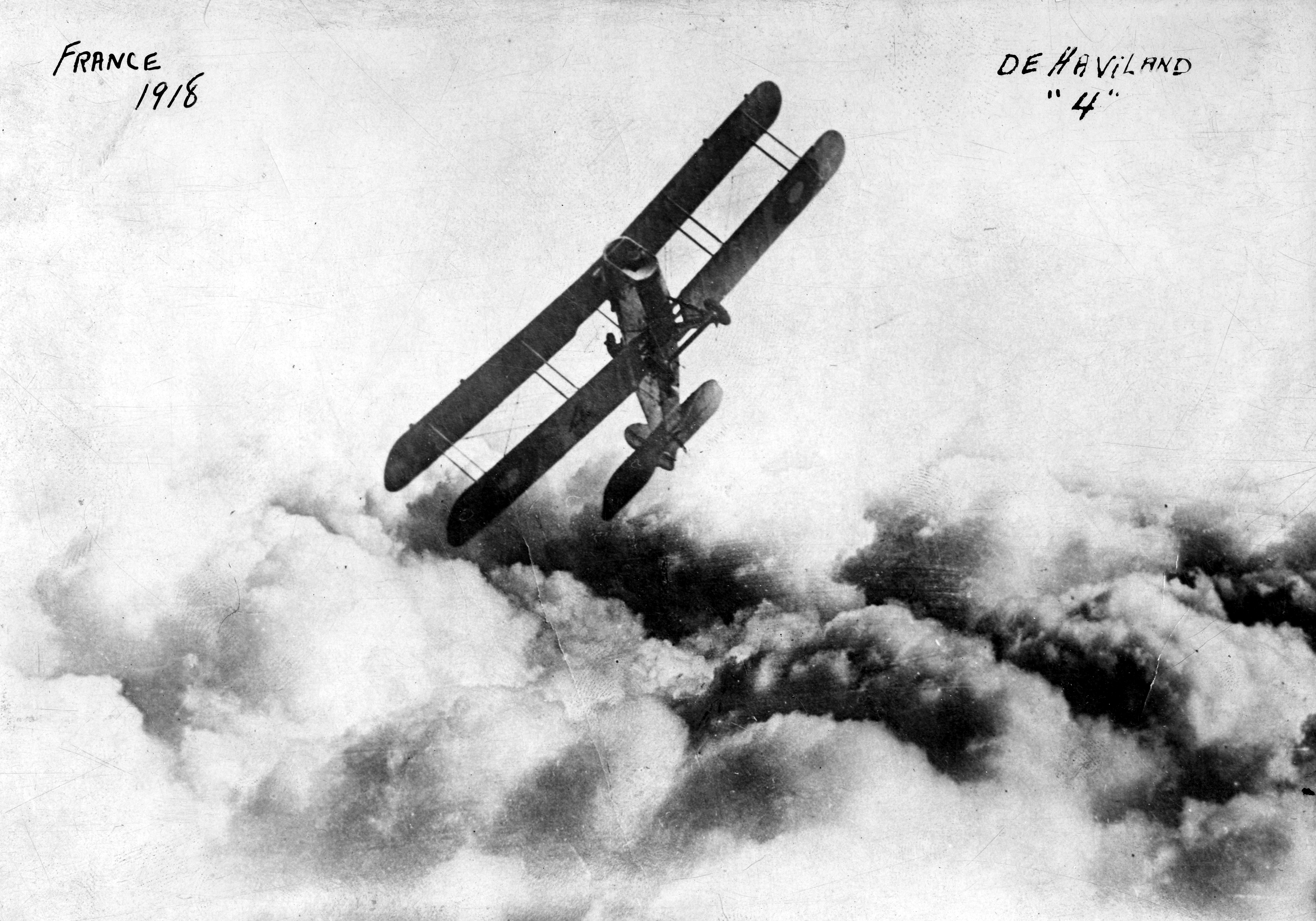
Airco DH-4 a felhők fölött

A DH.4-et Geoffrey de Havilland tervezte, célja egy kétüléses nappali könnyűbombázó létrehozása volt. A 230 lóerős Beardmore Halford Pullinger (BHP) motorral felszerelt prototípus 1916 augusztusában szállt fel először. A repülőgép ígéretesnek bizonyult, de a motornál komoly problémák jelentkeztek, ezért az 1916 végén megrendelt első, 50 gépből álló sorozat 250 lóerős Rolls Royce Eagle III motorokat kapott.
A repülőgép a hagyományos húzólégcsavaros, kétfedeles, teljesen fából készült konstrukciót követte. A pilóta és a megfigyelő ülése eléggé messze volt egymástól, mert közöttük helyezték el az üzemanyagtartályt. A pilóta egy előrenéző helyzetben rögzített, légcsavarral szinkronizált Vickers géppuskával, a megfigyelő pedig egy vagy két, körsínen mozgatható .303-as Lewis géppuskával volt felfegyverezve. A törzs külső oldalára 210 kg-nyi bombateher volt függeszthető. A két ülés egymástól távolra helyezése javította a két legénységi tag látószögét, de kommunikációs nehézséget is jelentett, különösen légiharc esetén, amikor az őket összekötő beszélőcsövet nehézkes volt használni.
A későbbi DH.4-ekbe 375 lóerős Eagle motorokat szereltek; 1917 végén a frontszolgálatra beosztott gépek többsége már ezzel repült. A Rolls Royce-motorok krónikus hiánya miatt más gyártókkal is próbálkoztak, néhány DH.4-esbe 230 lóerős BHP, 200 lóerős Royal Aircraft Factory, 230 lóerős Siddeley Puma vagy 260 lóerős Fiat motort építettek. Egyikük sem érte el az Eagle teljesítményét, abból azonban nem állt elegendő rendelkezésre.
Az Amerikában gyártott DH.4-ekbe Liberty L-12 motort szereltek, amiket a későbbi brit DH.9a változatnál is alkalmaztak.

### Gyártás

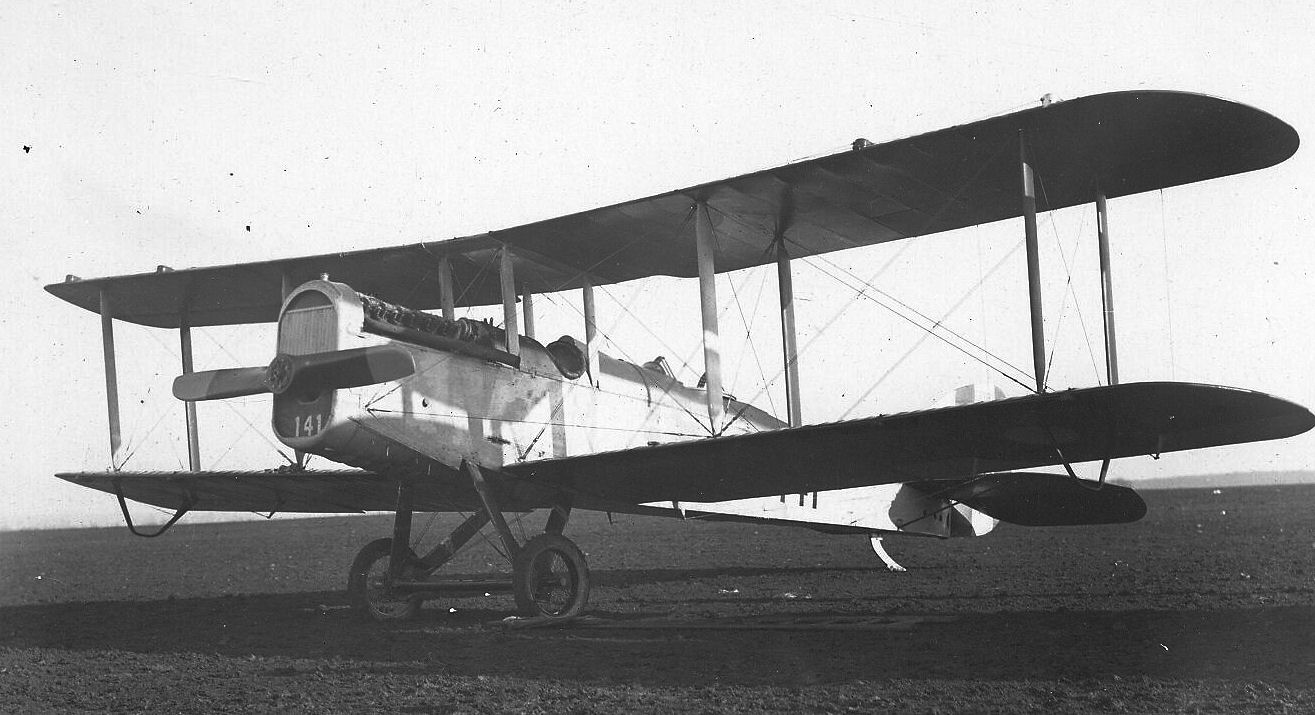
Az amerikai 8. felderítőszázad hazai gyártású DH-4-ese

A DH.4-et Angliában az Airco, a F.W. Berwick and Co, a Glendower Aircraft Company, a Palladium Autocars, a Vulcan Motor and Engineering és a Westland Aircraft Works gyártotta. A Királyi Légierő és Haditengerészet az első világháború alatt 1700 darabra adott le rendelést, amiből 1449 el is készült. A belga Sabca 1926-ban további 26-ot készített.
Az Egyesült Államok hadbalépése után a Boeing, a Dayton-Wright Airplane Company, a Fisher Body Corporation és a Standard Aircraft Corporation kezdte el a DH.4 Liberty-12 motorral felszerelt változatának termelését. Az amerikai hadvezetés összesen 9500 darabot rendelt, amiből 1885 jutott el a franciaországi frontra a háború vége előtt.
A háború után a hadsereg szerződést kötött a Boeinggel és néhány másik céggel, hogy a megmaradt DH.4-eket alakítsák át DH-4B-vé. 1920 márciusa és júliusa között a Boeing le is szállított 111 felújított repülőt. 1923-ban a hadsereg egy újabb verziót rendelt meg, amelyben a korábbi furnérlemezes törzset vászonnal borított acélcsöves váz váltotta fel. 163 ilyen DH-4M készült, amelyből 22-t később gyakorlógéppé alakítottak át.

## Frontszolgálat

### Az angol hadseregben

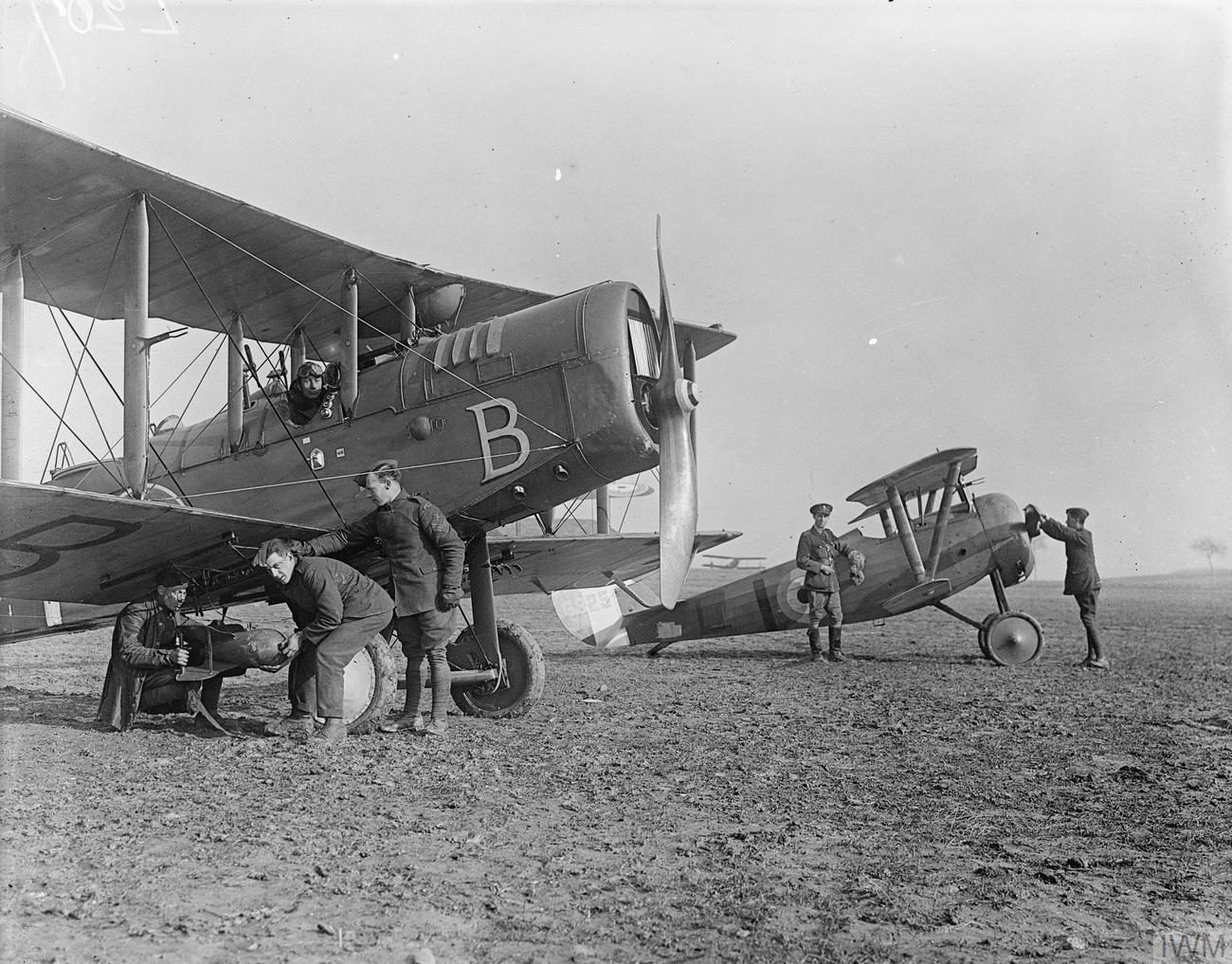
Bombák felerősítése egy DH.4-re. Jobbra vadászkísérete, egy együléses Nieuport

A Királyi Légierő (Royal Flying Corps, RFC) 1917 januárjában állította szolgálatba a DH.4-et, először csak az 55. repülőszázadnál (No. 55 Squadron). Májusra további két, év végére pedig összesen hat repülőszázadot szereltek fel a típussal. Az RFC-n kívül a haditengerészeti légierő is hadrendbe állította a DH.4-et, mind a francia, mind az olasz és a balkáni fronton; ezenfelül a brit partok járőrözésére is alkalmazták. 1918. augusztus 5-én Egbert Cadbury őrnagy és Robert Leckie százados egy DH.4-ben ülve lőtt le egy Zeppelin L70-et; augusztus 19-én pedig négy DH.4 elsüllyesztette a UB-12 tengeralattjárót.
A típus igen sikeresnek bizonyult a fronton, egyes vélemények szerint ez volt a világháború legjobb egymotoros bombázója. Még bombákkal megrakodva is könnyű volt manőverezni vele, megbízható volt és - különösen a Rolls Royce-motorral - olyan gyorsan repült és olyan meredeken emelkedett, hogy a német vadászgépek nem voltak képesek utolérni; így vadászkíséretre sem volt szüksége a bevetéseken. De Havilland ezt a koncepciót vitte tovább a második világháborús Mosquitóban.
A konstrukció hátránya a pilóta és megfigyelőtiszt ülése közötti nagy távolság volt, ami miatt harc közben gyakorlatilag alig tudtak kommunikálni egymással. Egyes - főleg amerikai - vélemények szerint az ülések között elhelyezett benzintank is veszélyeztette a legénységet. Valójában minden korabeli repülőgép hajlamos volt kigyulladni ha beletaláltak a tankba és egy amerikai felmérés szerint a 33 elveszített DH.4-ből nyolc gyulladt ki, ami nem rosszabb arány mint a más típusoké. A sok szempontból rosszabb DH.9-ben az üzemanyagtartályt a szokott helyre, a motor és a pilóta közé tették át, így a pilóta és a megfigyelő közelebb kerülhetett egymáshoz.
Általános népszerűsége ellenére 1918 tavaszától a krónikus motorhiány miatt megkezdték kivonni a szolgálatból és felváltani a gyengébb teljesítményű DH.9-cel. A megfelelő helyettesítőnek az amerikai Liberty motorral felszerelt DH.9A bizonyult.
1918 júniusában megalakult az antant Független Légiereje, amelynek célja Németország stratégiai bombázása volt. Ennek a kötelékébe tartozott a DH.4-esekkel felszerelt 55. repülőszázad, amely kifejlesztette a V alakú formációban való repülést, a parancsnok utasítására való egyszerre bombázást és az összehangolt tüzelést a támadó vadászgépek ellen. A Független Légierő valamennyi nappali bombázószázada súlyos veszteségeket szenvedett és az 55. század volt az egyetlen, amelynek emiatt nem kellett ideiglenesen szüneteltetnie a bevetéseket.
A tűzszünet aláírása után a RAF DH.4-esekkel szerelte fel a 2. kommunikációs századát, amely a párizsi békekonferencia fontos résztvevőit szállította. Néhány gépet átalakítottak, hogy két utas számára biztosítsanak zárt helyet. Ezt a változatot DH.4A-ként jelölték: a RAF legalább hét ilyennel rendelkezett, kilenc másik pedig polgári kézben volt.

### Az amerikai hadseregben
A háborúba lépés pillanatában az amerikai hadseregnek nem volt frontszolgálatra alkalmas repülőgépe, ezért brit és francia típusokat kezdtek el gyártani, ezek között volt a DH.4 is. Amerikai szolgálatban ezeket DH-4 kóddal jelölték és elsősorban a Dayton-Wright és a Fisher Body készítette őket. Az első amerikai gyártmányú DH-4-ek 1918 májusában érkeztek Franciaországba és augusztusban kerültek a frontra. Az amerikai változatot 400 lóerős Liberty L-12 motor hajtotta és két 7,62 mm-es Marlin géppuskávol voltak elöl és két ugyanilyen kaliberű Lewis golyószóróval hátul felfegyverezve. 146 kg bombát bírtak el, vagy tüzérségi megfigyeléshez rádiót vihettek magukkal. A nehezebb motor miatt teljesítménye elmaradt a Rolls Royce-os brit gépektől, de így is a DH-4 volt az amerikai légierő általános célú kétüléses repülőgépe. 

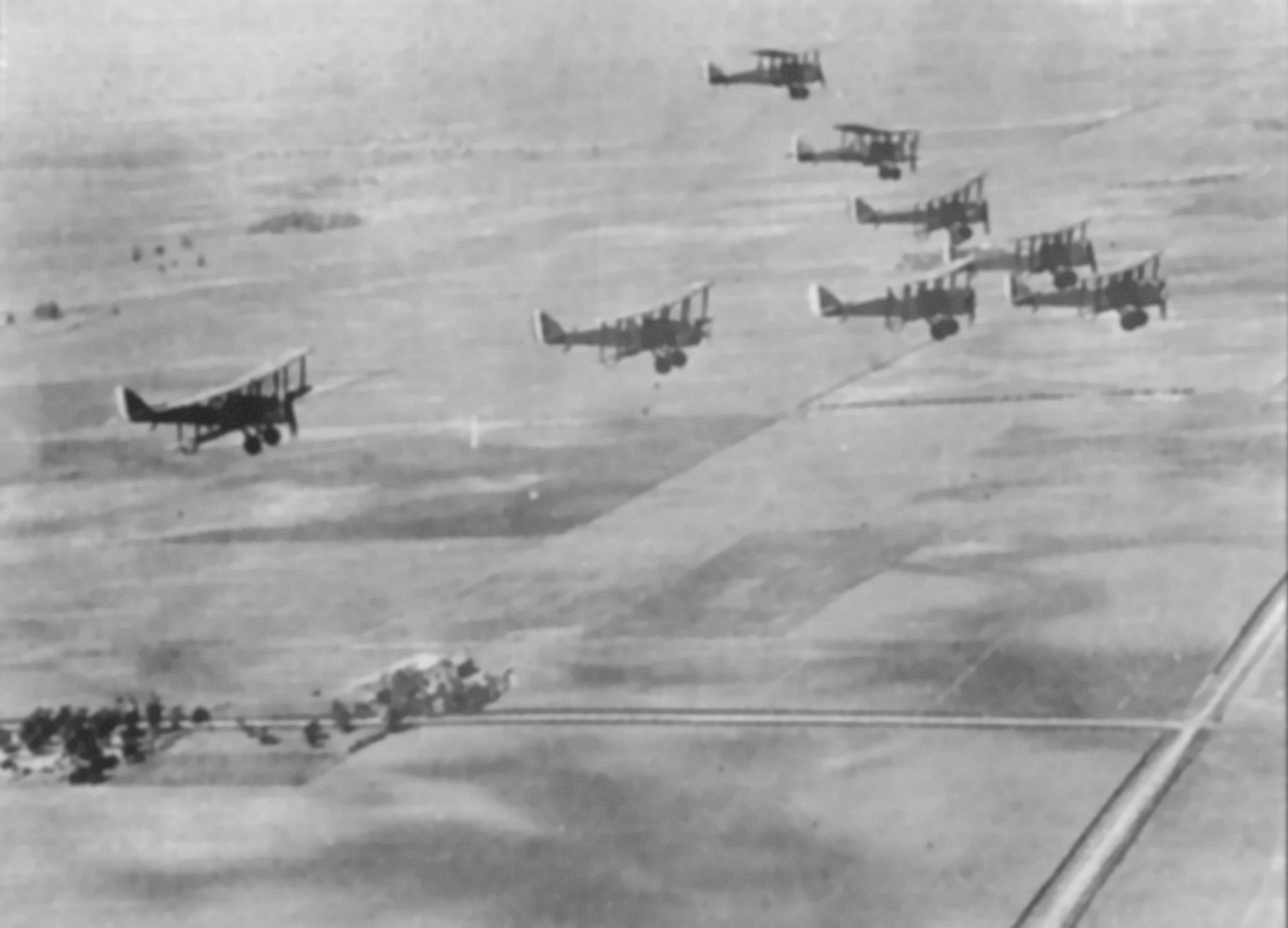
Kötelékben repülő DH-4-ek

Az amerikai repülőgépek legénysége között hat Medal of Honort (az USA legmagasabb katonai kitüntetése) osztottak ki, ebből 4-et DH-4-ek pilótái és megfigyelői kaptak. Harold Ernest Goettler főhadnagy és Erwin R. Bleckley alhadnagy posztumusz kapták meg a kitüntetést, miután 1918. október 12-én utánpótlást próbáltak eljuttatni a németek által elvágott 77. gyalogszázadnak és eközben lelőtték őket. Ralph Talbot alhadnagyot és Robert G. Robinson őrmestert azért tüntették ki, mert október 8-án egy belgiumi bevetés során 12 ellenséges vadász támadását verték vissza. 1918 végén 13 amerikai repülőszázad volt felszerelve ezzel a típussal.
A világháború után az amerikai légierő nagyszámú fölösleges DH-4-essel rendelkezett Franciaországban, mert időközben otthon elkezdték a továbbfejlesztett DH-4B gyártását. A parancsnokság úgy döntött, hogy nincs értelme ezeket visszaszállítani az óceánon keresztül, így a fölösleget egyszerűen felgyújtották (az ún. "milliárd dolláros máglya"). A következő néhány évben a DH-4-esek legalább 60 különböző változata szolgált az amerikai légierőben. Különböző kísérletek kedvelt tesztalanya volt, motorokat, szárnyakat próbáltak ki vele. Rajta tesztelték először a légi tankolást is. 1923. augusztus 27-28-án egy gép 16 újratöltéssel 37 órát és 15 percet tartózkodott a levegőben, számos rekordot megdöntve. Az utolsó DH-4eket 1932-ben vonták ki a légierő állományából.
Az amerikai haditengerészet és a tengerészgyalogság 51 DH-4-et használt a világháború alatt, utána pedig 172 DH-4B-t kaptak(1925 után újabb fémvázas 30 DH-4M-1-gyel kiegészítve). A tengerészgyalogságnál 1929-ig maradtak szolgálatban és eközben 1927-ben bevetették őket Nicaragua megszállásánál. Néhány példányt sebesültszállításra is átalakítottak.

### Polgári felhasználás

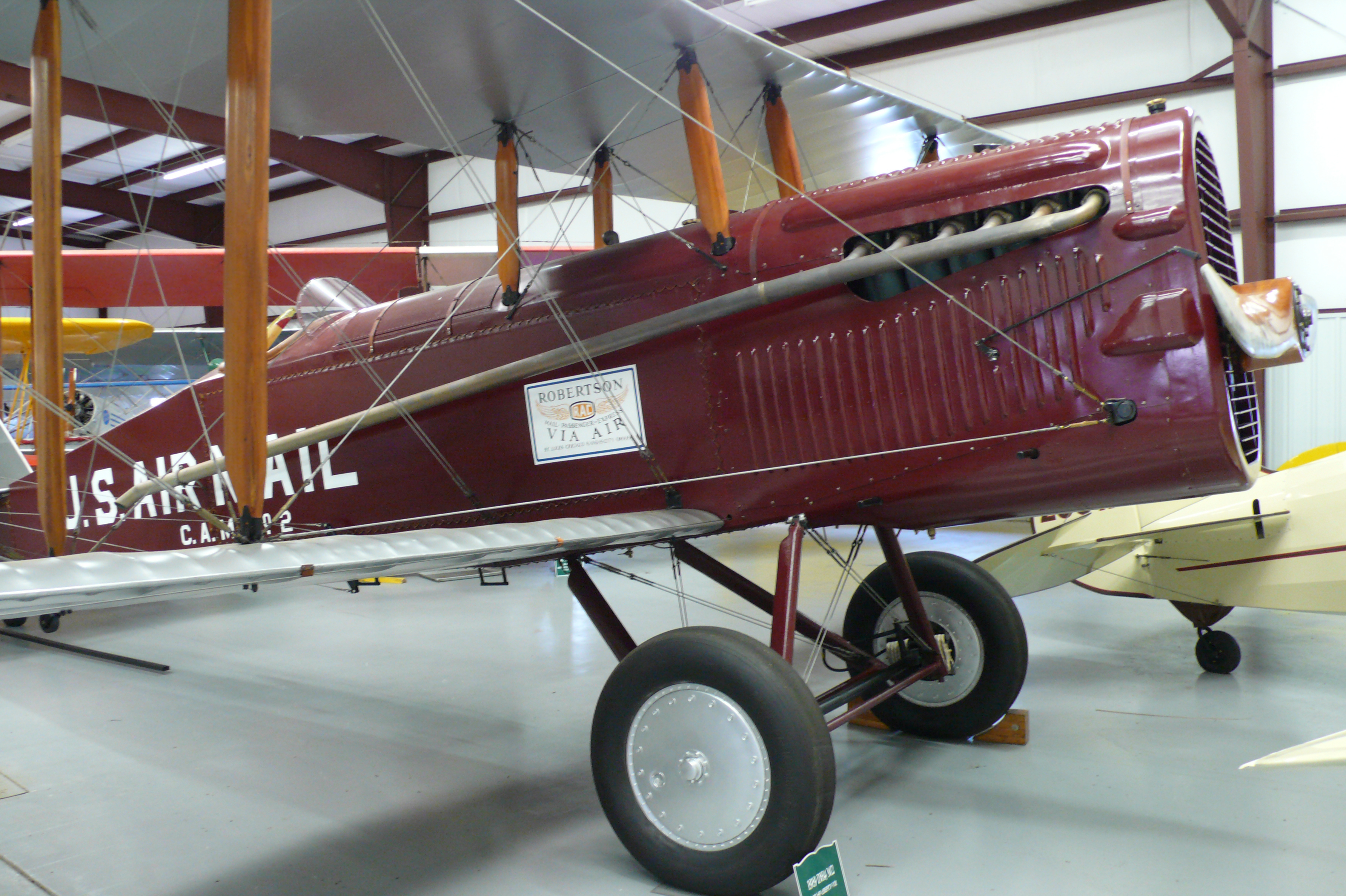
Postagéppé átalakított DH-4

A világháború után a DH.4-esek és 4A-k egy része polgári szolgálatba került, olyan légitársaságok használták utasszállításra, mint a brit Aircraft Transport and Travel vagy a belga SNETA. Az első kereskedelmi célú London-Párizs légijárat 1919. augusztus 25-én indult, első utasa az Evening Standard újságírója volt. Az angolok kb. egy évig, a belgák 1921-ig repültek a DH.4-esekkel, sőt az Instone Air Line egészen 1924-ig üzemeltetett egy volt bombázót.

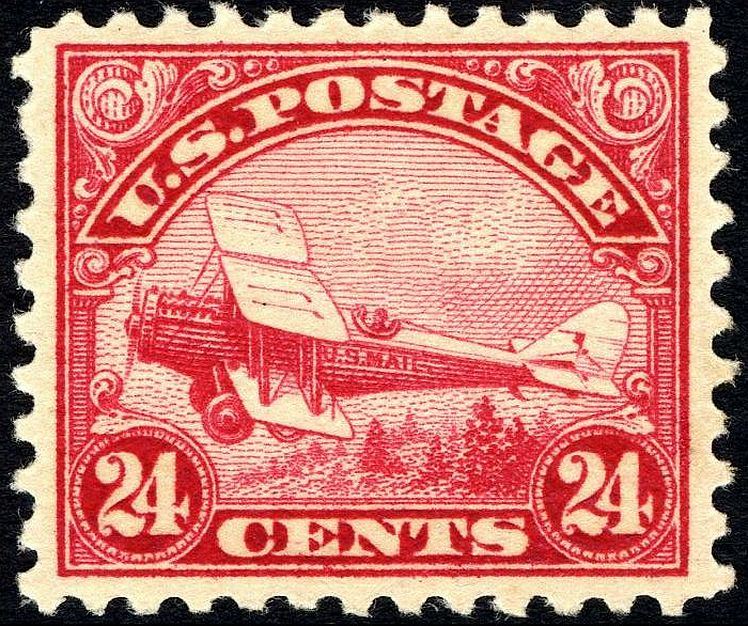
DH-4-es postarepülőgép 1923-as amerikai bélyegen

Az ausztrál QANTAS szintén DH.4-ekkel indította be postafutárszolgálatát 1922-ben. Kanadában 12 DH.4 erdészeti járőrmunkát végzett és több száz erdőtüzet fedeztek fel még könnyen eloltható állapotban; az utolsót 1927-ben vonták ki a szolgálatból.
Az amerikai posta 1918-ban 100 repülőgépet szerzett be a hadseregtől és biztonsági átalakításuk után a változatot DH-4B-nek nevezték el. 1919-ben újabb átalakításokat végeztek, a pilóta a hátsó ülésről vezette a gépet, a postaküldeményt pedig a vízállóvá változtatott első ülés helyére rakták. Később a futóművön is változtattak. A DH-4-esekkel hozták létre a New York-San Francisco transzkontinentális légiposta-szolgáltatást, amely során a gépek 4310 km-t repültek, éjjel is. A posta 1927-ben cserélte le a DH-4-eket.
Eredeti DH-4-es repülőgép az USA nyolc és Új-Zéland egy múzeumában látható. Európában a madridi Repüléstörténeti Múzeumban tekinthető meg egy másolat.

## Változatok

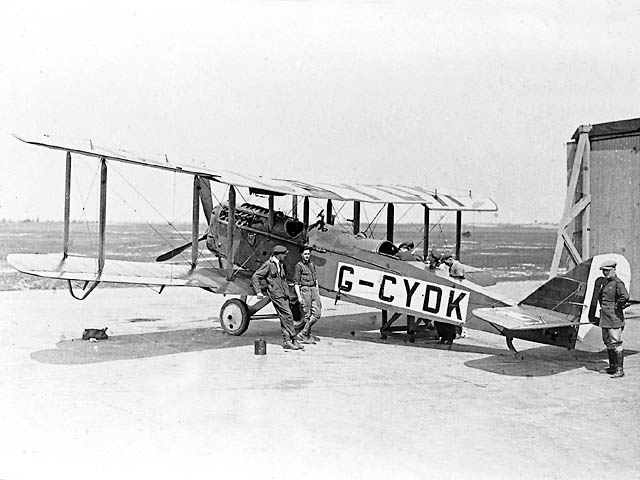

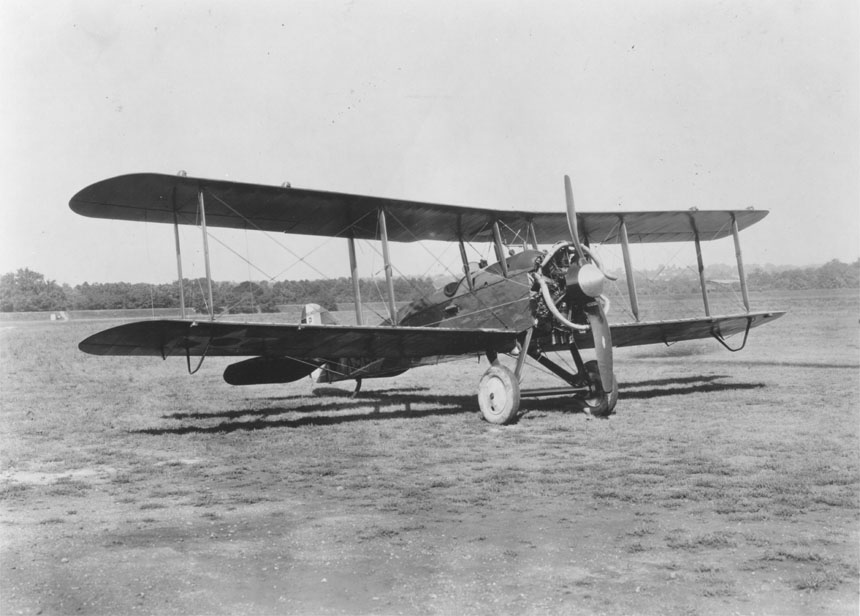
Wright R-1 motorral felszerelt kísérleti DH-4B

### Brit változatok
- DH.4 : kétüléses bombázó
- DH.4A : polgári verzió, amelyben a pilótán kívül két utas fért el
- DH.4R : együléses, 450 lóerős sportgép

### Szovjet változat
- A Duksz gyár licenc alapján gyártott DH.4-eseket az 1920-as években

### Amerikai változatok
- DH-4 : kétüléses bombázó
- DH-4A : polgári változata
- DH-4B : továbbfejlesztett változat a légierő számára. A pilóta ülését a benzintank mögé, a megfigyelő ülése mellé helyezték át.
  -     - DH-4B-1 : nagyobb, 420 literes benzintank
    - DH-4B-2 : gyakorló repülőgép
    - DH-4B-3 : nagyobb, 511 literes benzintank
    - DH-4B-4 : polgári változat
    - DH-4B-5 : zárt kabinú polgári változat

  - DH-4BD :a DH-4B mezőgazdasági célú verziója
  - DH-4BG : füstfüggönygenerátorral ellátott változat
  - DH-4BK : éjszakai változat
  - DH-4BM: együléses futárváltozat
  - DH-4-BP : kísérleti fotófelderítő
  - DH-4BS : kísérleti Liberty motor tesztelésére
  - DH-4BT : kettős vezérlésű gyakorló
  - DH-4BW : a Wright H motor tesztelésére
- DH-4C : 300 lóerős packard motorral
- DH-4L : polgári változat
- DH-4M : DH-4 acélcsöves törzzsel
- DH-4Amb : betegszállító
- DH-4M-1 a Boeing által a háború után gyártott változat (a flottánál O2B-1 kóddal)
- L.W.F. J-2 kétmotoros (200 lóerős Hall-Scott-Liberty 6 motorokkal), nagy távolságú változat a posta és a hadsereg számára
- XCO-7 : a Boeing által gyártott, jelentősen áttervezett kétüléses

## Rendszeresítő országok

### Polgári célokra
Argentína, Ausztrália, Belgium, Egyesült Királyság, Egyesült Államok

### Katonai célokra
Belgium, Kanada, Chile, Kuba, Görögország, Perzsia, Mexikó, Nicaragua, Új-Zéland, Dél-Afrika, Szovjetunió, Spanyolország, Törökország, Egyesült Királyság, Egyesült Államok

## Műszaki paraméterei
- személyzet: 2 fő
- szárnyfesztávolság: 13,21 m
- törzshossz: 9,35 m
- magasság: 3,35 m
- üres súly: 1085 kg
- felszállósúly: 1578 kg
- maximális sebesség: 230 km/h
- maximális magasság: 6700 m
- hatótáv: 770 km
- hajtómű: 1 db 275 lóerős, , vízhűtéses, tizenkét hengeres, soros, Rolls Royce Eagle VI motor
- fegyverzet: elöl 1 db fix .303-as Vickers, hátul 1-2 forgatható Lewis géppuska; 210 kg bomba

## Fordítás
- Ez a szócikk részben vagy egészben  az   Airco DH.4 című angol Wikipédia-szócikk ezen változatának fordításán alapul.  Az eredeti cikk szerkesztőit annak laptörténete sorolja fel. Ez a jelzés csupán a megfogalmazás eredetét és a szerzői jogokat jelzi, nem szolgál a cikkben szereplő információk forrásmegjelöléseként.